# ダグラス・マッカーサー2世

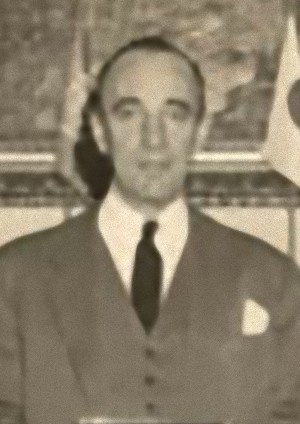
ダグラス・マッカーサー2世

ダグラス・マッカーサー2世（Douglas MacArthur II、1908年7月5日 - 1997年11月15日）は、アメリカ合衆国の外交官。連合国最高司令官として知られているダグラス・マッカーサーの甥。1957年1月から1961年3月まで駐日アメリカ合衆国大使を務めた。

## 人物

### 駐日大使就任まで
ペンシルベニア州出身。アーサー・マッカーサー・ジュニアの長男であるアーサー・マッカーサー3世の三男として生まれ、叔父にあたり、同じ三男であるダグラス・マッカーサーにちなんでダグラス2世と名付けられた。彼が生まれた当時の初代ダグラスは、陸軍士官学校で歴代トップの成績を収め、軍人として華々しく活躍していた。
1932年にイェール大学を卒業後、国務省に入省、ヨーロッパ各地を転任する。第二次世界大戦中、フランスに在勤した際にはレジスタンス運動に協力し、ナチス・ドイツに抑留された経験も持つ。1950年代初期には欧州連合軍最高司令部（SHAPE）外交顧問として総司令官であるドワイト・アイゼンハワーを補佐し、その知遇を得る。

### 駐日大使時代
1957年1月、国務省参事官を経て駐日大使に着任する。当時の日米関係は、マッカーサーの着任に前後して米兵が日本人主婦を射殺するジラード事件が起きるなど、在日米軍の駐留によって生じる摩擦や反基地闘争が顕在化していた。日本国民の不満が米極東戦略の拠点である日本の反米化・中立化を引き起こすことを危惧したマッカーサーは、日本をパートナーとして遇することでこれを沈静化しようとし、本国政府に米軍戦力および基地の縮小再編や、不平等性を指摘されていた日本国とアメリカ合衆国との間の安全保障条約（旧日米安全保障条約）の改定を進言することになる。今日の研究ではこのような危機意識に基づくマッカーサーの積極的なイニシアティブが、アイゼンハワー政権を安保条約改定に踏み切らせた重要な要因となったことが指摘されている。
1959年4月には砂川事件一審判決（被告無罪）が日米関係に及ぼす影響を危惧し、判決を破棄させるための跳躍上告をするよう日本政府に勧めていたことが判明したが、これも上記のような対日認識の反映であったと理解する見方もある（当時「日本政府は社会党が新たに司法を尊重せよと騒ぎたてていることを必ずしも不快に思っていない。というのは日本政府は 『社会党の司法尊重』 が最高裁の段階になったときブーメラン効果をあげることを期待しているからだ」と国務省宛てに訓電を打ったと伝わる）。安保闘争が激化した際には、反対運動が東側陣営の指導下・影響下にあるものと分析し、当時の岸信介総理や藤山愛一郎外相、吉田茂前総理など賛成派との接触を密にする一方、反対派との接触や対話を極力避ける路線をとった。このようなタカ派的政治姿勢は後任のエドウィン・ライシャワーの路線とは相違し、のちにライシャワーに暗に批判されることとなる。なお、岸および弟の佐藤栄作とは大使離任後も親密な関係を続け、佐藤のノーベル平和賞受賞が決定した際にはすぐに祝電を打っている。

### 駐日大使離任後
陸軍の英雄であるマッカーサー元帥の甥、さらにトルーマン政権の副大統領を務めたアルバン・W・バークリーの女婿（1934年にローラ・ルイーズと結婚）でもあったことから、本国政界での知名度も高く、アイゼンハワーや国務長官のジョン・フォスター・ダレスとも親しい関係にある、実力派の大使として知られていた。退官後は『ワシントン・ポスト』編集顧問などを務めたが、1997年心不全の発作で死去した。

### 日韓関係への言及

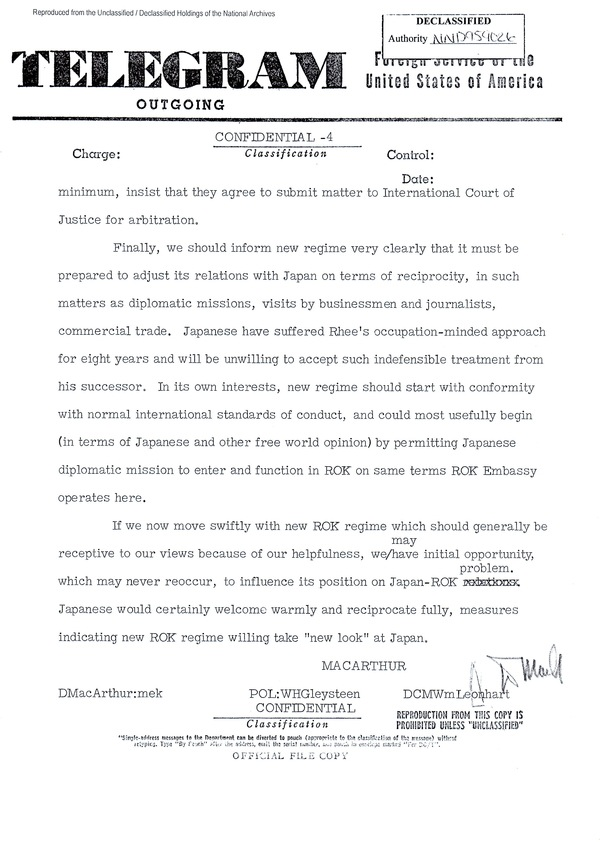
「マッカーサーの電報」4/4頁

駐日大使在任中の1960年4月26日、韓国の四月革命によって李承晩大統領が失脚し亡命に追い込まれると、それまで李政権がとっていた対日強硬路線によって悪化の一途をたどっていた日韓関係を懸念したマッカーサーは、翌27日には本国国務省に宛ててこの千載一遇の機会にアメリカがとるべき行動を提言した電文を送付している。これが「マッカーサーの電報」として知られる国務省機密電文3470号である。
この文書の中でマッカーサーは、竹島は古来日本の領土と認識されている島であり、これを李政権が武力によって不法に占拠したものであると明記している。そして、
- 人質外交[3]をやめさせ、人質となっている日本人漁師を直ちに解放させるべきである。
- 李承晩ライン周辺の韓国領海外の公海上で日本の漁船を拿捕する行為を中止させるべきである。
- 韓国の次期政権に対して、竹島を日本に返還するよう圧力をかけるべきである。
- 次期政権にいかなる形においても竹島を返還する意思がない場合には、米国は最低限でもこの件を国際司法裁判所に付託し仲裁を求めるよう主張すべきである。

などの提言をつづっている。

## 主要経歴
- 1935年：在バンクーバー副領事
- 1937年：在ナポリ副領事（ - 1938年）
- 1940年：駐ヴィシー・フランス大使館三等書記官（ - 1942年）
- 1942年：ドイツ側によって抑留（ - 1944年）
- 1944年：在パリ副領事（ - 1947年）
- 1953年：国務省参事官（ - 1956年）
- 1957年：駐日アメリカ合衆国大使（ - 1961年）
- 1961年：駐ベルギー大使（ - 1965年）
- 1965年：議会担当国務次官補（ - 1967年）
- 1967年：駐オーストリア大使（ - 1969年）
- 1969年：駐イラン大使（ - 1972年）